# Indulata Sukla

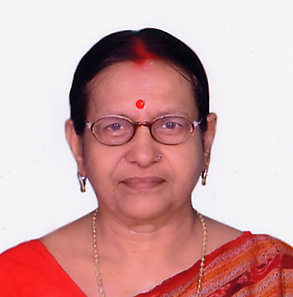
Indulata Sukla.

Indulata L. Sukla (assamesisch ইন্দুলতা শুক্লা, Oriya ଇନ୍ଦୁଲତା ଶୁକ୍ଳ, geb. 7. März 1944, Baripada, Mayurbhanj, British Raj; gest. 30. Juni 2022) war eine indische Mathematikerin. Sie lehrte mehr als drei Jahrzehnte lang an der Sambalpur University, Sambalpur, Odisha.

## Leben
Sukla wurde am 7. März in Baripada geboren. Ihr Vater war Pandit Kashinath Kar Mohapatra, der königliche Priester des Königs im damaligen Fürstenstaat Mayurbhanj. Sukla erhielt ihre Schulbildung an der Maharani Prem Kumari Girls’ School (M.P.C. College) und erwarb einen B.Sc. in Mathematik mit Auszeichnung vom Maharaja Purna Chandra Autonomous College, Baripada. Am Ravenshaw College in Cuttack erhielt sie 1966 einen Master und hatte danach einen kurzen Aufenthalt als Dozentin am M.P.C. College, bevor sie mit einem Stipendium des Council of Scientific and Industrial Research (CSIR) an die University of Jabalpur (Rani Durgavati Vishwavidyalaya, रानी दुर्गावती विश्वविद्यालय, जबलपुर) ging, wo sie  einen Ph.D. bei Tribikram Pati erwarb. Noch im Laufe ihrer Forschungen ging sie im November 1970 an die Sambalpur University (सम्बलपुर विश्वविद्यालय), wo sie als Dozentin in der School of Mathematical Sciences begann und bis zu ihrem Ruhestand im März 2004 blieb.
Sie verfasste das Lehrbuch Number Theory and Its Applications to Cryptography (Cuttack: Kalyani Publishers, 2000).
In ihrer Forschung arbeitete sie mit dem englischen Mathematiker Brian Kuttner über Fourierreihen.

Sie war Mitglied der American Mathematical Society (AMS) und der Indian Mathematical Society (IMS).

## Tod
Sukla verstarb am 30. Juni 2022 in Cuttack, Indien. Sie war verheiratet mit Ananta Charan Sukla.

## Ehrungen
Die Orissa Mathematical Society (OMS) verlieh ihr 2015 den Lifetime Achievement Award für ihre Arbeit an Zahlentheorie, Kryptographie und Analysis.

## Publikationen
- A Tauberian theorem for strong Abel summability type. Proceedings of the American Mathematical Society. vol. 84, 2, 1982: 185–191.  doi = 10.2307/2043662 mr = 637166 jstor = 2043662
- Brian Kuttner,  I. L. Sukla: On {\displaystyle ({\mathcal {D}},h(n))} summability methods. Mathematical Proceedings of the Cambridge Philosophical Society. iss. 2, 1985. mr = 771813  doi = 10.1017/S0305004100062745